# Zach Muscat
Zach Muscat (Malta, 22 de agosto de 1993) es un futbolista maltés. Juega como defensa en el G. D. Chaves de la Segunda División de Portugal.

## Selección nacional
Ha sido internacional con la selección de fútbol de Malta en 73 ocasiones anotando tres goles.

## Clubes
| Club                     | País     | Año       |
| ------------------------ | -------- | --------- |
| Pietà Hotspurs F. C.     | Malta    | 2010-2012 |
| Birkirkara F. C.         | Malta    | 2012-2016 |
| S. S. Akragas            | Italia   | 2016      |
| U. S. Arezzo             | Italia   | 2016-2018 |
| A. C. Pistoiese          | Italia   | 2018-2019 |
| S. C. Olhanense (cedido) | Portugal | 2019      |
| S. C. Olhanense          | Portugal | 2019-2020 |
| Casa Pia A. C.           | Portugal | 2020-2022 |
| S. C. Farense            | Portugal | 2022-2024 |
| Şanlıurfaspor            | Turquía  | 2025      |
| G. D. Chaves             | Portugal | 2025-     |

## Palmarés

### Títulos nacionales
| Título                  | Club             | País  | Año  |
| ----------------------- | ---------------- | ----- | ---- |
| Premier League de Malta | Birkirkara F. C. | Malta | 2013 |
| Supercopa de Malta      | Birkirkara F. C. | Malta | 2013 |
| Supercopa de Malta      | Birkirkara F. C. | Malta | 2014 |
| Copa de Malta           | Birkirkara F. C. | Malta | 2015 |